# Григорьева, Татьяна Александровна
Татьяна Александровна Григорьева (26 октября 1952, Ленинград) — российская актриса театра и кино. Заслуженная артистка России (2002).

## Биография
Татьяна Григорьева, заслуженная артистка России, родилась 26 октября 1952. Окончив в 1975 году отделение музыкального училища при Ленинградской Консерватории имени Римского-Корсакова по специальности «актриса театра музыкальной комедии», Татьяна Григорьева с 1976 года работала в драматическом ансамбле «Молодой театр» при Ленинградской консерватории. С 1989 года в Петербургском молодёжном театре на Фонтанке, играет также в постановках Творческого объединения «Арт-Питер» и Экспериментального театра.

## Творчество

### Работы в театре
- 1984 — «Ночь после выпуска» В. Тендрякова — Вера Жерих, Нина Семеновна (реж. Н. Лившиц)
- 1984 — «Двадцать лет спустя» М. Светлова — Валя (реж. Н. Лившиц)
- 1999 — «Сказка о царе Салтане» А. C. Пушкина — Мать Гвидона (реж. Н. Лившиц)
- 1984 — «Обыкновенное чудо» Е. Шварца — Хозяйка (реж. Н. Лившиц)
- 1984 — «Живи и помни» В. Распутина — Лиза Вологжина (реж. Н. Лившиц)
- 1984 — «Физики» Ф. Дюрренматта — Сестра Моника (реж. Н. Лившиц)
- 1984 — «До третьих петухов» В. Шукшина — Царевна Несмеяна (реж. К. Филинова)
- 1984 — «Очарованный» В. Соловьева — Арзибиби
- 1984 — «Маугли» Р. Киплинга — Багира (реж. С. Я. Спивак)
- 1984 — «Удар» В. С. Розова — Мать (реж. С. Я. Спивак)
- 1988 — «Танго» Славомира Мрожека — Элеонора (реж. С. Я. Спивак)
- 1989 — «Мещанин во дворянстве» Жана-Батиста Мольера — Госпожа Журден (реж. С. Я. Спивак)
- 1989 — «Гроза» А. Н. Островского — Сумасшедшая барыня (реж. С. Я. Спивак)
- 1989 — «Ла-фюнф ин дер люфт» А. Шипенко — Женщина (реж. С. Я. Спивак)
- 2005 — «Старые дома» Г. Голубенко, Л. Сущенко, В. Хайта — Мария Ивановна (реж. А. Кладько)
- 1993 — «Лунные волки» Нины Садур — Зоя (реж. В. Туманов)
- 1999 — «Касатка» А. Н. Толстого — Варвара Ивановна Долгова (реж. С. Я. Спивак)
- 2002 — «Священные чудовища» Жана Кокто — Люлю (реж. С. Я. Спивак)
- 2008 — «Дон Кихот» М. А. Булгакова — Ключница (реж. С. Я. Спивак)
- 2000 — «Картины из жизни девицы Любови Отрадиной» по пьесе А. Н. Островского «Без вины виноватые» — Коринкина (реж. Н. Леонова)
- 2011 — «На дне жизни» М. Горького — Квашня (реж. В. Перминов)

### Работы в кино и сериалы
- 1987 — Соблазн, реж. В. Сорокин — мама Жени
- 1989 — Торможение в небесах — член телевизионной группы
- 1994 — Колесо любви, реж. Э. Ясан — Паша
- 1997 — Пассажирка
- 1998 — Новые приключения ментов — Людмила Ивановна
- 1998 — Прощай, Павел — Маяковская
- 1999 — В зеркале Венеры
- 1999 — Желание любви
- 2000 — Чёрный ворон
- 2001 — Луной был полон сад
- 2000-2011 — Тайны следствия — Игуменья
- 2003 — Улицы разбитых фонарей. Менты 5
- 2003 — Линии судьбы
- 2003 — Я все решу сама
- 2004 — Опера. Хроники убойного отдела
- 2005 — Тронутые
- 2005 — Братва
- 2006 — Короткое дыхание
- 2006 — Улицы разбитых фонарей. Менты 7
- 2009 — Морские дьяволы 3
- 2010 — Прощай, «Макаров»! — тётя Аня
- 2010 — Летние приключения отчаянных, реж. М.Славский, В. Веселов — Тётя «Бзик»
- 2011 — Любовь и разлука — Петровна

## Признание и награды
В октябре 2002 — Татьяне Григорьевой присвоено звание заслуженной артистки России.